# Dolichopsis monticola
Dolichopsis monticola là một loài thực vật có hoa trong họ Đậu. Loài này được (Mart. ex Benth.) J.A. Lackey ex G.P. Lewis miêu tả khoa học đầu tiên năm 1991.